# Rattus

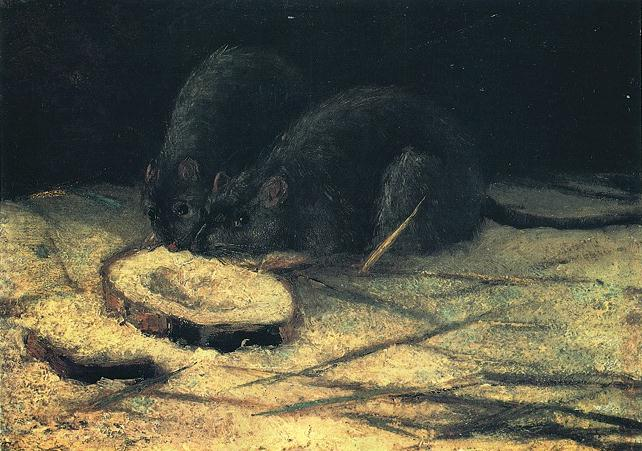
Vincent van Gogh (1884)

Rattus je rod hlodavců z čeledi myšovití a podčeledi pravých myší, jeden z mnoha, kterému přísluší české rodové označení krysa.

## Druhy
Jeho nejznámější zástupci jsou potkan (Rattus norvegicus) a krysa obecná (Rattus rattus), přičemž potkan je jediný druh rodu Rattus, který se označuje v češtině rodově jinak než krysa (jako potkan obecný).
- rod Rattus

| - Rattus adustus - Rattus annandalei – krysa Annandaleova - Rattus argentiventer – krysa rýžová - Rattus baluensis - Rattus bontanus - Rattus burrus - Rattus colletti - Rattus detentus - Rattus elaphinus - Rattus enganus – krysa engganská - Rattus everetti - Rattus exulans – krysa ostrovní - Rattus feliceus - Rattus foramineus - Rattus fuscipes - Rattus giluwensis - Rattus hainaldi – krysa Hainaldova - Rattus hoogerwerfi – krysa Hoogerwerfova - Rattus jobiensis - Rattus koopmani – krysa Koopmanova - Rattus korinchi – krysa Korinchova | - Rattus leucopus - Rattus losea - Rattus lugens - Rattus lutreolus – krysa bahenní - Rattus macleari – krysa Maclearova - Rattus marmosurus - Rattus mindorensis - Rattus mollicomulus - Rattus montanus - Rattus mordax - Rattus morotaiensis - Rattus nativitatis – krysa buldočí - Rattus nitidus - Rattus norvegicus – potkan - Rattus novaeguineae – krysa novoguinejská - Rattus osgoodi – krysa Osgoodova - Rattus palmarum – krysa palmová - Rattus pelurus - Rattus praetor - Rattus ranjiniae | - Rattus rattus – krysa obecná - Rattus sikkimensis - Rattus simalurensis – krysa simalurská - Rattus sordidus - Rattus steini - Rattus stoicus - Rattus tanezumi - Rattus tawitawiensis - Rattus timorensis – krysa timorská - Rattus tiomanicus - Rattus tunneyi – krysa Tunneyova - Rattus turkestanicus - Rattus villosissimus - Rattus xanthurus |